# Daniel Vosseler Paillisse
Daniel Vosseler Paillisse   (Barcelona, 4 de gener de 1973) és un advocat, director i fundador de Vosseler Abogados, un bufet d'advocats iniciat el 1997, i fundador del partit Barcelona Ets Tu.
Fill de pare alemany i mare francesa, Vosseler visqué la seva infantesa al barri de Gràcia de Barcelona. Es advocat i ha estat professor col·laborador a la Universitat Rovira i Virgili. El 2022, Vosseler declarava que mai no havia estat polític, tot i reconèixer que en el passat havia militat a Convergència i Unió i malgrat haver intentat presentar-se a les eleccions municipals de 2019.
El gener de 2018, Vosseler fundà Barcelona Ets Tu, una plataforma de caràcter transversal, formada per professionals i veïns de tots els àmbits de Barcelona, per concórrer a les eleccions municipals de 2019. Tanmateix, no pogué obtenir les 8.000 signatures necessàries per poder presentar-se a les eleccions. El 2022, Barcelona Ets Tu era ja un partit polític —presidit per Vosseler— i, per tant, no li calien les signatures per poder concórrer a les següents eleccions. En el congrés que el partit celebrà el juliol de 2022, la seva militància aprovà presentar-se a les eleccions municipals de 2023, amb Daniel Vosseler com a candidat a l'alcaldia de Barcelona. El seu eslògan de precampanya fou «La Barcelona que ens mereixem» i Vosseler el presentava com «un partit de gestió».
En el programa electoral, Vosseler proposava la creació d'una policia metropolitana, augmentar les competències de la Guàrdia Urbana de Barcelona en seguretat ciutadana i policia judicial, crear un Grup d'Intervenció Ràpida de la policia local amb 120 agents disposats a actuar de forma ràpida contra les ocupacions de pisos, i «major contundència contra el delicte». També prometia 50.000 habitatges, la meitat dels quals serien de lloguer social, i derogar la norma del 30 per cent d'habitatge públic arribant a acords amb els operadors privats. A més, s'ha mostrat favorable a l'ampliació de l'Aeroport del Prat i dels Jocs Olímpics d'Hivern, així com de regular el turisme.